# Прочський
Прочський, Прочка — струмок (річка) в Україні у Тячівському районі Закарпатської області. Права притока річки Брустурянки (басейн Дунаю).

## Опис
Довжина балки приблизно 4,71 км, найкоротша відстань між витоком і гирлом — 4,37  км, коефіцієнт звивистості річки — 1,08 . Формується багатьма гірськими струмками.

## Розташування
Бере початок на північно-східних схилах гори Цупцерин (1502,9 м). Тече переважно на південний схід і у селі Лопухів впадає у річку Брустурянку, ліву притоку річки Тересви.